# العلاقات الأذربيجانية الليبيرية
العلاقات الأذربيجانية الليبيرية هي العلاقات الثنائية التي تجمع بين أذربيجان وليبيريا.

## مقارنة بين البلدين
هذه مقارنة عامة ومرجعية للدولتين:
| وجه المقارنة                                              | أذربيجان        | ليبيريا      |
| --------------------------------------------------------- | --------------- | ------------ |
| المساحة (كم2)                                             | 86.60 ألف       | 111.37 ألف   |
| عدد السكان (نسمة)                                         | 10.00 مليون     | 4.73 مليون   |
| الكثافة السكانية (ن./كم²)                                 | 115.47          | 42.47        |
| العاصمة                                                   | باكو            | مونروفيا     |
| اللغة الرسمية                                             | اللغة الأذرية   | لغة إنجليزية |
| العملة                                                    | مانات أذربيجاني | دولار ليبيري |
| الناتج المحلي الإجمالي (بليون دولار)                      | 40.75 مليار     | 2.16 مليار   |
| الناتج المحلي الإجمالي (تعادل القوة الشرائية) بليون دولار | 171.56 مليار    | 3.76 مليار   |
| الناتج المحلي الإجمالي الاسمي للفرد دولار أمريكي          | 5.50 ألف        | 455          |
| الناتج المحلي الإجمالي للفرد دولار أمريكي                 | 17.52 ألف       | 842          |
| مؤشر التنمية البشرية                                      | 0.751           | 0.430        |
| رمز المكالمات الدولي                                      | +994            | +231         |
| رمز الإنترنت                                              | .az             | .lr          |
| المنطقة الزمنية                                           | ت ع م+04:00     | 00           |

## منظمات دولية مشتركة
يشترك البلدان في عضوية مجموعة من المنظمات الدولية، منها:
| علم المنظمة | اسم المنظمة                               | تاريخ انضمام أذربيجان | تاريخ انضمام ليبيريا |
| ----------- | ----------------------------------------- | --------------------- | -------------------- |
|             | مؤسسة التنمية الدولية                     | 31 مارس 1995          | 28 مارس 1962         |
|             | مؤسسة التمويل الدولية                     | 11 أكتوبر 1995        | 28 مارس 1962         |
|             | منظمة حظر الأسلحة الكيميائية              | ?                     | ?                    |
|             | الأمم المتحدة                             | 2 مارس 1992           | 2 نوفمبر 1945        |
|             | الاتحاد الدولي للاتصالات                  | 10 أبريل 1992         | 10 أكتوبر 1927       |
|             | منظمة الشرطة الجنائية الدولية             | ?                     | ?                    |
|             | البنك الدولي للإنشاء والتعمير             | 18 سبتمبر 1992        | 28 مارس 1962         |
|             | الاتحاد البريدي العالمي                   | ?                     | ?                    |
|             | المركز الدولي لتسوية المنازعات الاستشارية | 18 أكتوبر 1992        | 16 يوليو 1970        |
|             | وكالة ضمان الاستثمار متعدد الأطراف        | 23 سبتمبر 1992        | 12 أبريل 2007        |
|             | يونسكو                                    | 3 يونيو 1992          | 6 مارس 1947          |

## وصلات خارجية
- موقع وزارة الخارجية الأذربيجانية
- موقع وزارة الخارجية الليبيرية